# 松居慶子
松居 慶子（まつい けいこ、旧姓：土居、1961年7月26日 - ）は、日本のジャズミュージシャン・ピアニスト・キーボーディスト。

## 人物
東京都出身。日本女子大学附属中学校・高等学校を経て、日本女子大学家政学部児童学科を卒業。
5歳の頃からピアノを弾き始め、1975年、第4回ヤマハ・ジュニアオリジナルコンサート東京大会出場。その後ドイツ、スイス、オーストリアなど諸外国で演奏を続ける。18歳でヤマハ・ミュージック・コミュニケーションズとアーティスト契約を結んだ。さらに、1980年代になると、3人組『COSMOS-keyboards trio-』を結成して活動した。1982年、フジテレビ3代目サマーキャンペーンガール（キャンペーンのキャッチコピーは「“ルンルン”のってるおもしろさ」）に選出される。
松居は、テレビの人物紹介番組 『いのちの響』（TBSテレビ）で取り上げられたことがあるほか、1993年（平成5年）5月には、メキシコシティで開催されたミス・ユニバース世界大会で審査員を務めている。
2001年、アルバム『DEEP BLUE』が全米ビルボードのコンテンポラリージャズ・チャートで1位になった。日本人初。
2006年7月18日、敦賀短期大学客員教授に就任（～2010年）。
2016年、アルバム『Journey To The Heart』が全米ビルボードのコンテンポラリージャズ・チャートで初登場1位になった。
2019年、アルバム『Echo』が全米ビルボードのコンテンポラリージャズ・チャートで初登場1位になった。2001年に発表したアルバム『DEEP BLUE』以来3度目で日本人初。
元夫は児童文学者である松居直の息子で、尺八奏者の松居和。

## TV出演
- 地球テレビ　エル・ムンド (NHK BS1)：2011年12月7日23:00～23:50放送

## 受賞歴
- 2000年・2001年、全米スムースジャズ賞最優秀女性アーティスト賞
- 2004年、日米交流150周年記念外務大臣表彰
- 2010年、eWorld Music Awards Universal Award受賞

## ディスコグラフィ

### アルバム
- 水滴～A DROP OF WATER（1987年02月14日）2002年2月21日
- 北斗～UNDER NORTHERN LIGHTS～（1988年）2002年4月20日）
- 風と狼～THE WIND AND THE WOLF～（1990年5月25日）2000年11月22日
- Night Waltz（1991年7月25日）2000年11月22日
- Cherry Blossom（1992年9月23日）2000年11月22日
- Doll（1994年11月18日）
- Sapphire（1995年11月17日）
- DREAM WALK（1997年1月18日）
- Full Moon and the Shrine（1998年）2002年1月19日）
- IN A MIRROR（2000年4月）2002年11月21日）
- The Piano（2001年1月11日）
- Deep Blue（2001年5月19日）
- 水の妖精/Deep Blue ソロピアノ・ヴァージョン（2001年9月21日）
- 指環～YUBIWA～（2002年6月8日）
- WILDFLOWER（2003年9月25日）
- Walls of Akendora（2004年11月10日）
- Compositions（2005年7月27日）
- Moyo（2007年4月24日）
- The Road...（2011年1月25日）
- Soul Quest（2013年7月30日）
- Journey to the Heart（2016年8月5日）
- Echo（2019年2月22日）
- Euphoria（2023年3月31日）

### コラボレーションアルバム
- Altair & Vega - with Bob James（2011年9月27日）

### ライブアルバム
- LIVE IN TOKYO（2002年10月19日）
- LIVE（2001年10月20日）
- Soul Quest World Tour ～Live in Tokyo～ (CD+DVD)（2015年4月22日）

### ベストアルバム
- Best Selection（1999年11月25日）
- Spring Selection-Best-（2003年2月21日）
- Summer Selection-Best-（2004年5月19日）
- Best Selection（2006年3月22日）

### DVD
- LIGHT ABOVE THE TREES（2000年11月22日）
- The Wind And The Wolf（2000年11月22日）
- Keiko Matsui IN CONCERT（2003年2月21日）
- White Owl-Keiko Matsui-（2003年3月19日）

## 音楽担当
- GALACTIC PATROL レンズマン（1984年、COSMOS時代にBGMを担当）
- 陽だまりの樹（2000年）